# لکسوس سی‌تی
لکسوس سی تی ۲۰۰ هیبرید (به انگلیسی: Lexus CT200H) خودرویی هیبریدی از برند ژاپنی لکسوس است.

## معرفی کلی
سی تی (CT) مخفف عبارت Creative Touring و H مخفف عبارت Hybrid است و این کلمات در نام این خودرو به این معنی هستند که با خودرویی هیبرید در کلاس تورینگ با قدرتی مشابه موتورهای ۲ لیتری روبرو هستید. این خودرو در مارس ۲۰۱۰ در نمایشگاه ژنو معرفی شد و چند ماه بعد تولید آن آغاز شد. اواخر سال ۲۰۱۰ میلادی، لکسوس سی تی با مدل ۲۰۱۱ پا به خیابان‌ها گذاشت. این خودرو در سال ۲۰۱۱ به عنوان بهترین خودروی کوچک زیر ۳۵۰۰۰ دلار در استرالیا انتخاب شد.

## مشخصات فنی

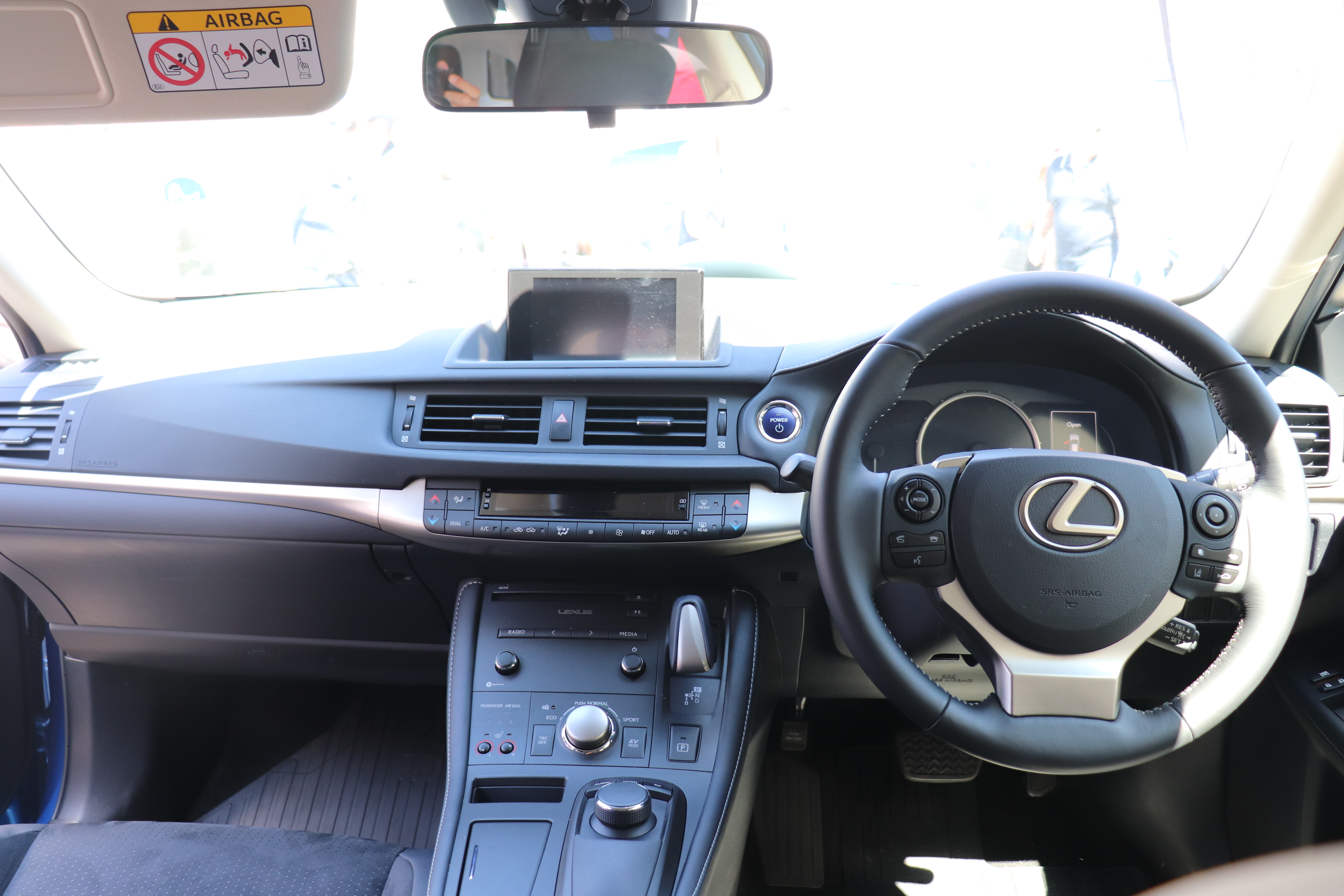
داخل خودروی لکسوس سی تی ۲۰۰ هیبرید

این خودرو از یک موتور بنزینی با کد Z2R-FXE با نیروی ۹۸ اسب بخار و از یک موتور برقی نیرو می‌گیرد و ۱۳۴ اسب بخار قدرت دارد. طبق اعلام کارخانه، این خودرو در ۱۰٫۳ ثانیه به سرعت ۱۰۰ کیلومتر بر ساعت می‌رسد. مصرف سوخت ترکیبی این خودرو ۴٫۱ لیتر به ازای هر صد کیلومتر اعلام شده‌است. گیربکس این خودرو از نوع E-CVT است و قابلیت تعویض دنده به شکل دستی را ندارد. این خودرو در سال ۲۰۱۴ فیس لیفت شد.

## ایمنی
لکسوس سی تی، در سال ۲۰۱۱ موفق به کسب ۵ ستاره ایمنی از موسسه یورو ان‌سی‌ای‌پی شد.
| مجموع امتیاز کسب شده از مؤسسه یورو ان‌سی‌ای‌پی |     |
| حفاظت از سرنشینان                           | ٪۹۴ |
| ایمنی کودک                                  | ٪۸۴ |
| حفاظت از عابر پیاده                         | ٪۵۵ |
| ایمنی فعال                                  | ٪۸۶ |

## آلایندگی
این خودرو با مصرف سوخت ترکیبی ۴٫۲ لیتر به ازای هر صد کیلومتر و تولید ۸۷ گرم co2 در هر کیلومتر، دارای استاندارد آلایندگی یورو ۵ است و از این رو، در دسته خودروهای دوستدار محیط زیست قرار می‌گیرد.